# Sulafa Tower
La Sulafa Tower es un rascacielos de 288 m de altura y de 76 plantas situado en el distrito de Dubai Marina, en Dubái, Emiratos Árabes Unidos. Su construcción se inició durante el boom de la construcción en Dubái en 2006. Su construcción finalizó en el 2010.

## Incendio del 2016
El incendio comenzó el día 20 de julio de 2016, en el piso 35, extendiéndose rápidamente a otros pisos y al exterior del edificio. Después de tres horas de incendio, el fuego fue finalmente extinguido. Los expertos afirmaron que las llamas pueden haber sido alentadas a propagarse por el revestimiento exterior, debido a que el revestimiento exterior utilizado para la decoración o el aislamiento es altamente inflamable.

## Galería

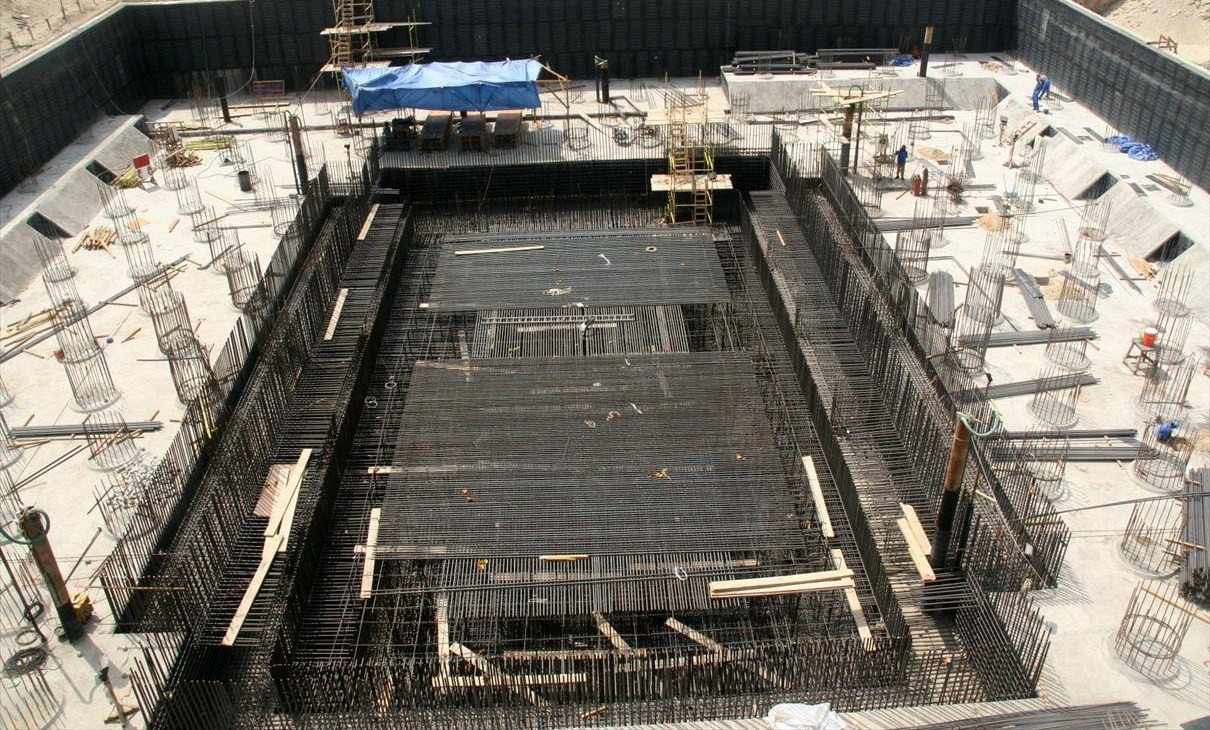
Junio de 2007.
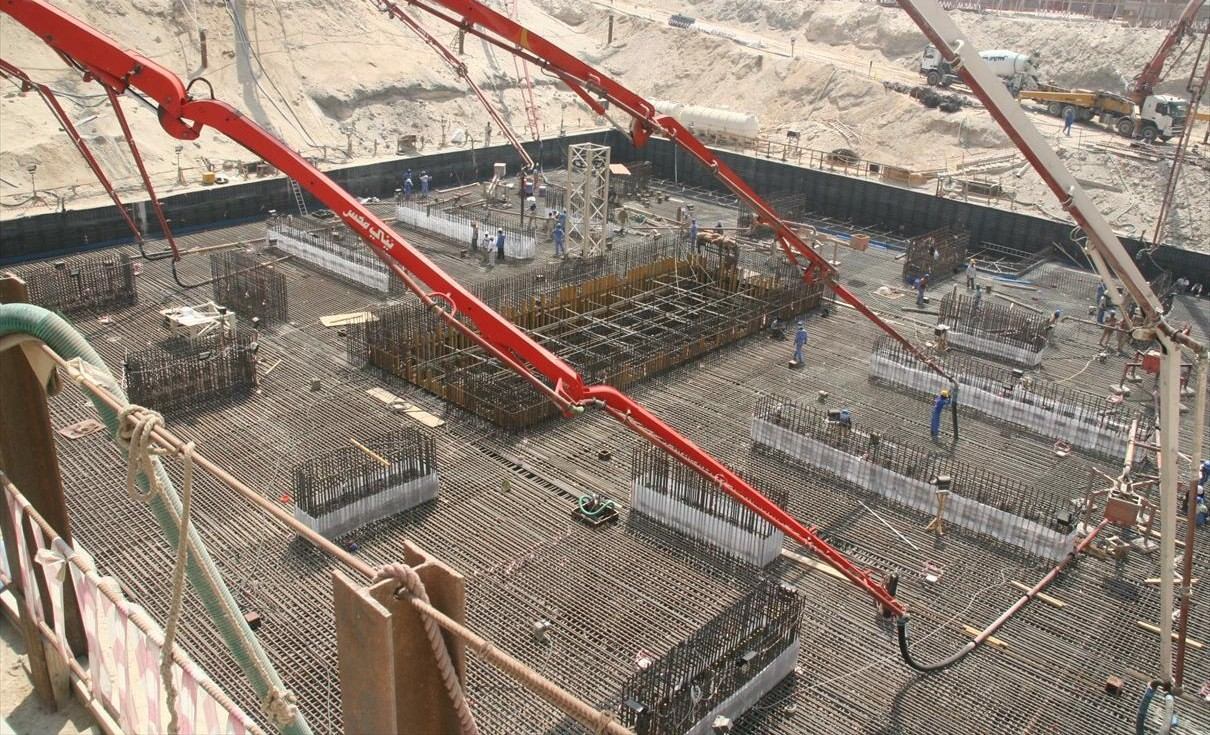
Agosto de 2008.
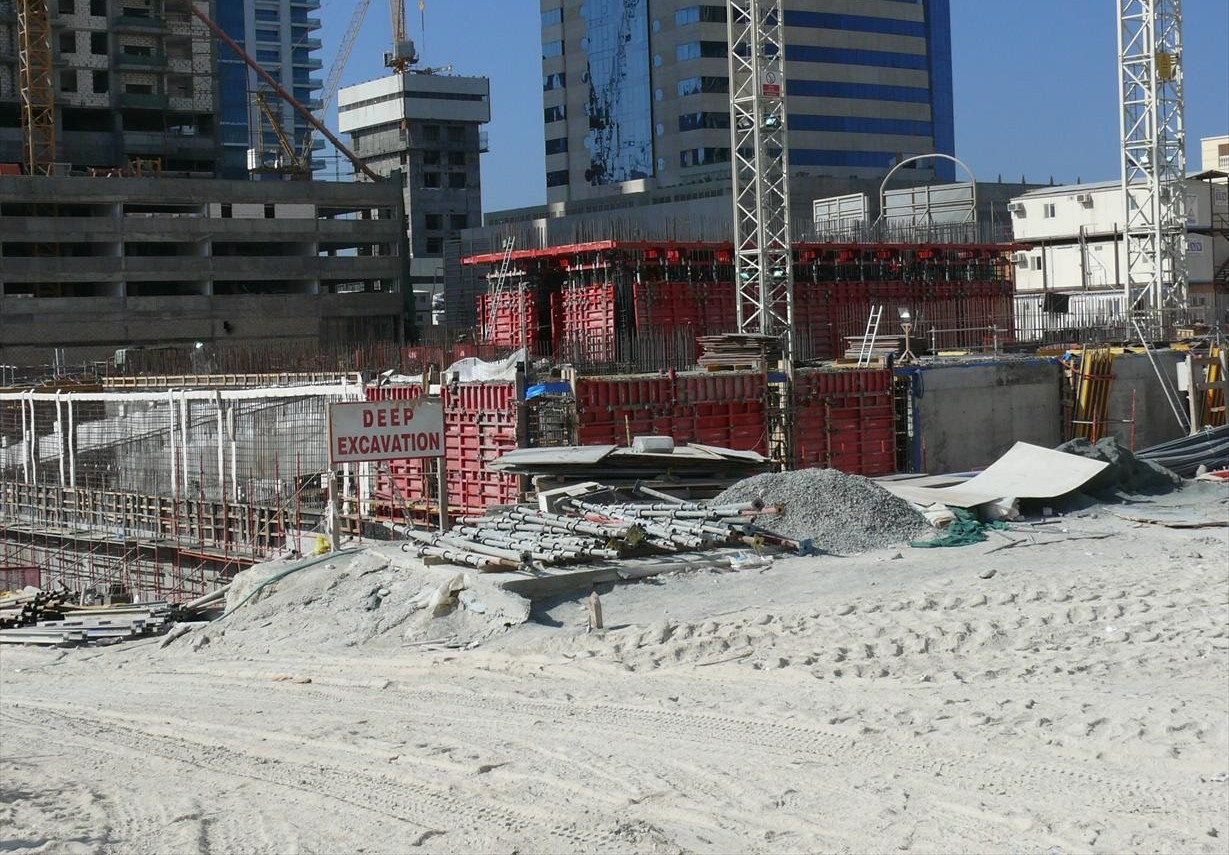
Diciembre de 2007.